# Seetzenia lanata
Seetzenia lanata är en pockenholtsväxtart som först beskrevs av Carl Ludwig von Willdenow och som fick sitt nu gällande namn av Jean Baptiste François Bulliard.
Seetzenia lanata ingår i släktet Seetzenia och familjen pockenholtsväxter. Inga underarter finns listade i Catalogue of Life.